# Sophie Sorschag
Sophie Sorschag est une sauteuse à ski kosovare, née le 14 novembre 1998 à Villach en Autriche. Elle jusqu'en 2022 concouru en tant que sauteuse autrichienne.

## Carrière
Elle saute pour la première fois au niveau international dans la Coupe OPA à l'été 2016. En janvier 2019, elle fait ses débuts dans la Coupe continentale à Planica, pour se classer directement troisième.  Lors de la saison 2019-2020, elle remporte ses premiers concours dans la Coupe continentale à Notodden et Rena, en Norvège, pays où elle fait aussi ses débuts en Coupe du monde dans le cadre du Raw Air à Lillehammer, où elle finit dans les points avec une 23e et une 22e place.
En 2020-2021, elle est dans l'équipe autrichienne de Coupe du monde et s'illustre avec une septième place à Titisee-Neustadt et deux neuvièmes places à Ljubno et Rasnov. Sorschag obtient alors sa sélection pour les Championnats du monde à Oberstdorf, où si elle est disqualifiée sur l'épreuve individuelle, elle remporte le titre mondiale avec l'équipe féminine autrichienne en compagnie de Daniela Iraschko-Stolz, Chiara Hölzl et Marita Kramer.

## Changement de nationalité sportive
En janvier 2023, La Fédération de Ski du Kosovo annonce que Sophie Sorschag a décidé de représenter ce pays, et le 3 avril 2023 Le Comité Olympique Kosovar annonce qu'elle a désormais la citoyenneté kosovare, en vue des Jeux olympiques d'hiver de 2026,.
Elle participe sous ses nouvelles couleurs aux épreuves de qualification de 10 coupes du monde, se qualifie trois fois, mais ne marque aucun points.
Le 14 janvier 2024 sera son dernier départ d'une compétition de saut à ski à Sapporo, elle abandonne sa carrière sportive, dénonçant le manque de soutien, notamment financier, de la fédération kosovare. 

## Palmarès

### Championnats du monde
| Épreuve / Édition  | Oberstdorf 2021 |
| Petit tremplin     | Disqualifiée    |
| Grand tremplin     |                 |
| Par équipes mixtes |                 |
| Par équipes        | Or              |

### Coupe du monde
- Meilleur classement général : 12e en 2021.
- Meilleur résultat individuel : 7e.

#### Classements généraux annuels
| Année | Rang |
| 2020  | 40e  |
| 2021  | 12e  |

### Coupe continentale
- Meilleur classement général : 3e en 2020.
- 4 podiums, dont 2 victoires.